# Délit de fuite
Pour les articles homonymes, voir Délit de fuite (homonymie).
Ne doit pas être confondu avec Refus d'obtempérer.
Le délit de fuite en cas d'un accident routier est considéré comme une infraction de la loi dans la plupart des pays. Typiquement le délit de fuite intervient si un conducteur ne s'identifie pas auprès d'un autre usager de la voie publique après un accident.

## Par pays

### Belgique
La loi du 16 mars 1968 relative à la police de la circulation routière definit les circonstances et sanctions encourues lors d'un délit de fuite.
1. Toute personne (même un piéton) qui, sachant qu’elle a causé ou occasionné un accident de roulage, prend la fuite pour échapper aux constatations d’usage, commet un délit de fuite. Et ce, même si cette personne n’est pas responsable de l’accident.
Il faut que le conducteur ait été conscient d’avoir été impliqué dans un accident : il n’y a pas en effet de délit de fuite s’il est établi que l’automobiliste ne s’en est pas rendu compte.
En outre, le délit n’existe que si la personne quitte les lieux avec l’intention de se soustraire aux constatations (être emmené en ambulance à l’hôpital n’est pas constitutif d’un délit de fuite).
Il est enfin possible de solliciter, arguments à l’appui, une disqualification du délit de fuite en une simple infraction moins sévèrement punie dès lors qu’il s’agit de ne pas avoir rempli de constat amiable d’accident.
2. Les sanctions pour délit de fuite (article 33 de la loi du 16 mars 1968):
le « simple » délit de fuite
Emprisonnement de quinze jours à six mois et/ou amende de 200 euros  (multiplié par 5,5 soit 1.100,00 €)[pourquoi ?] à 2.000 euros (multiplié par 5,5 soit 11.000,00 €).
le délit de fuite « aggravé ». Si l’accident a entraîné pour autrui des coups, des blessures ou la mort
Emprisonnement de quinze jours à deux ans et/ou amende de 400 euros (multiplié par 5,5 soit 2.200,00 €) à 5000 euros (multiplié par 5,5 soit 22.500,00 €) et d'une déchéance du droit de conduire un véhicule à moteur d’une durée de trois mois au moins et cinq ans au plus ou à titre définitif[Passage contradictoire].
La Belgique compte annuellement 4500 délits de fuite relatifs à un accident corporel. La peine maximale est de 80 000 € ou huit ans de prison. Le délit intentionnel est lié à un défaut du conducteur tel qu'un manque d’assurance ou, de permis de conduire. Des caméras ANPR servent à identifier les auteurs de délits de fuite.

### Canada
Le fait de fuir un policier au moyen d'un véhicule à moteur (art. 320.17 C.cr.) constitue une infraction hybride passible d'un emprisonnement maximal de dix ans (art. 320.19 (5) C.cr.).

« 320.17 Commet une infraction quiconque conduisant un véhicule à moteur ou un bateau alors qu’il est poursuivi par un agent de la paix omet, sans excuse raisonnable, d’arrêter son véhicule à moteur ou son bateau dès que les circonstances le permettent.
320. 19 (5) Quiconque commet une infraction prévue aux paragraphes 320.13(1) ou 320.16(1), à l’article 320.17 ou au paragraphe 320.18(1) est coupable :
a) soit d’un acte criminel passible d’un emprisonnement maximal de dix ans;
b) soit d’une infraction punissable sur déclaration de culpabilité par procédure sommaire. »

Le Code criminel a été modifié de manière importante en 2019 et le numéro de l'article sur le délit de fuite a été changé. Auparavant, la disposition pertinente était l'article 252 du Code criminel.
En vertu de l'article 180 du Code de la sécurité routière, la violation de l'article 320.17 C.cr. entraîne une révocation de plein droit du permis de conduire.

### France
Article L 233-14 du code de la route : 

Ces éléments sont cumulatifs.
1. La conduite d'un véhicule ;
2. La conscience d'avoir causé ou occasionné un accident ;
3. La volonté d'échapper à sa responsabilité pénale ou civile ;
4. L'absence d'identification du conducteur. L'infraction sera constituée dès lors que le prévenu n'aura pas permis volontairement son identification et ne se sera pas arrêté afin de déterminer les causes de l'accident. Ce n'est donc pas l'identification du véhicule qui importe, mais celle de l'auteur de l'accident.

Il s'expose en outre aux sanctions suivantes :
- suspension de permis pour une durée de 5 ans ;
- annulation du permis de conduire en cas de blessures ou d'homicides involontaires ;
- interdiction d'obtenir le permis de conduire ;
- travail d'intérêt général ;
- jours-amende ;
- confiscation du véhicule.

En France le délit de fuite constitue le délit routier le plus constaté (28,6 %), devant le défaut de permis de conduire (18,8 %).

### Luxembourg
L'article 9 du Code de la route du 18. September 2007 typifie les circonstances et conséquences d'un délit de fuite
Tout usager de la voie publique qui, sachant qu'il a causé ou occasionné un accident, aura pris la fuite pour échapper aux constatations utiles, sera puni, même si l'accident n'est pas imputable à sa faute, d'un emprisonnement de huit jours à trois ans et d’une amende de 500 à 10.000 euros ou d'une de ces peines seulement.

### Suisse
Selon l'article 92 de la loi fédérale sur la circulation routière :
1. Est puni de l’amende quiconque viole, lors d’un accident, les obligations que lui impose la présente loi ;
2. Est puni d’une peine privative de liberté de trois ans au plus ou d’une peine pécuniaire le conducteur qui prend la fuite après avoir tué ou blessé une personne lors d’un accident de la circulation.

Par ailleurs, en Suisse, il n'y a pas besoin d'être conscient d'avoir causé un accident pour que le délit soit punissable. Dans ce cas, on parle alors de "délit de fuite par négligence."

### Chine
L'article 101 du Road Traffic Safety Law of the People's Republic of China indique que dans un accident majeur, le hit and run conduit à la révocation du permis de conduire du fautif, et une interdiction, d'obtenir un nouveau permis, parfois à vie.
L'article 133 du Criminal code en 1997 indique qu'après un hit and run tuant une personne, blessant sérieusement ou endommageant une propriété est punissable de 3 à 7 années de prison, en cas de tentative d’échapper mais pas moins de sept années si une personne est tuée.

### Allemagne
Le participant à un accident doit s'identifier. En cas d'absence des victimes (dommage matériel) l'auteur de l'accident doit attendre un certain temps. Si la victime ne se manifeste pas le crash doit être rapporté au prochain poste de police sans délai. Une violation de ces règles ("illicit leaving of the scene of a crash") est punissable avec une peine pouvant atteindre trois années de prison ou une amende (article 142 du Strafgesetzbuch).
En Allemagne, cela ne s'applique pas qu'au seul auteur de l'accident mais l' article 323c indique que celui qui échoue à fournir l'aide nécessaire en cas d'urgence peut être puni d'une année de prison. En cas d'accident, il est attendu que le site soit sécurisé pour éviter de nouveaux accidents, d'appeler les services de secours, et de fournir une première aide si possible jusqu'à l'arrivée des secours professionnels.

### Royaume-Uni
Le Road Traffic Act 1988 demande au conducteur de s'arrêter quand un accident blesse une autre personne, un animal domestique, un chien, ou endommage une autre propriété. Le conducteur doit donner nom et adresse sur place, et en cas de blessure produire le certificat d'assurance. En cas d'échec, l’information doit être donnée à un poste de police dès que possible, et en moins de 24 heures,.
Une peine de 6 mois d'emprisonnement et de £5000 livres et une interdiction de conduire sont encourrues.

### États-Unis
Les pénalités et la définition du hit-and-run varient d’État à État aux USA. Par exemple en Virginie, le crime est une felony en cas de mort, blessure ou dommage matériel au delà d'un certain montant; sinon c'est un misdemeanor. En Californie le crime peut-être une infraction, une misdemeanor, ou une felony suivant le dommage matériel ou une blessure corporelle.